# Loricariichthys labialis
Loricariichthys labialis är en fiskart som först beskrevs av Boulenger, 1895.  Loricariichthys labialis ingår i släktet Loricariichthys och familjen Loricariidae. Inga underarter finns listade i Catalogue of Life.